# Cyrtochilum macasense
Cyrtochilum macasense är en orkidéart som först beskrevs av Dodson, och fick sitt nu gällande namn av Stig Dalström. Cyrtochilum macasense ingår i släktet Cyrtochilum, och familjen orkidéer. Inga underarter finns listade i Catalogue of Life.